# (11961) 1994 PO
1994 بي أو (ويعرف أيضًا باسم (11961) 1994 بي أو وفق تسمية الكوكب الصغير) (بالإنجليزية: 1994 PO)‏ هو كويكب ضمن حزام الكويكبات؛ وترتيبه 11961 من حيث الاكتشاف.
اكتُشف هذا الجُرم الفلكي بواسطة تاكيشي أوراتا ‏ في 3 أغسطس 1994.

## وصلات خارجية
- (11961) 1994 PO في قاعدة بيانات مختبر الدفع النفاث لأجرام النظام الشمسي الصغيرة

- الاكتشاف · مخطط المدار ·  العناصر المدارية · المعلمات المادية

- (11961) 1994 PO على موقع ويكي سكاي: DSS2, SDSS, GALEX, IRAS, Hydrogen α, X-Ray, Astrophoto, Sky Map, Articles and images